# Ernst Julius Öpik
Ernst Julius Öpik [êrnst július jópik], estonski astronom, * 22. oktober 1893, Kunda, Estonija, † 10. september 1985, Bangor, grofija Count Down, Severna Irska.

## Življenje in delo
Öpik je deloval v Taškentu. Leta 1922 je uporabil Peasovo rotacijsko krivuljo in ugotovil, da ima Andromedina galaksija (M31) dva do trikrat toliko mase za izsevanje enake količine svetlobe, kot jo ima krajevna Galaksija. Z drugimi besedami, na enoto mase izseva M31 le tretjino do polovico svetlobe, ki jo izseva krajevna Galaksija. Namesto da bi sklenil, da je M31 »temna galaksija«, je Öpik predlagal popravo njene oddaljenosti. Če je Andromedina galaksija dlje, kot so mislili astronomi do takrat, bi morali zvišati njen absolutni sij, da bi pojasnili njen navidezni sij, to pa bi znižalo razmerje med maso in izsevano svetlobo na vrednost, ki je blizu tisti za krajevno Galaksijo. Rezultat njegovega dela je bil predlog, da je M31 skoraj dvakrat dlje, kot je trdil Hubble na podlagi študija kefeid – 1,6 milijona svetlobnih let namesto 930.000. Današnja ocena oddaljenosti Velike Andromedine galaksije je 2,2 milijona svetlobnih let.
Öpik se je osredotočil na študij manjših teles kot so asteroidi, kometi in meteorji. Leta 1932 je razdelal teorijo o nastanku kometov v Osončju. Verjel je, da izvirajo iz oblaka, ki leži daleč od Plutonovega tira. Danes se temu oblaku reče Oortov oblak, oziroma Öpik-Oortov oblak.
Od leta 1948 do 1981 je delal na Observatoriju Armagh na Severnem Irskem.
Njegov vnuk Lembit Öpik je politik v Združenem kraljestvu.

## Priznanja

### Nagrade
- zlata medalja Kraljeve astronomske družbe (1975)
- medalja Bruceove (1976)

### Poimenovanja
Po njem se imenuje asteroid 2099 Öpik.